# НИИ теории и истории архитектуры и градостроительства
Нау́чно-иссле́довательский институ́т тео́рии и исто́рии архитекту́ры и градострои́тельства (НИИТИАГ) — научная организация в структуре РААСН (с 1993), а затем — в структуре ФГБУ «ЦНИИП Минстроя России» (с 2014), занимающаяся вопросами изучения теории и истории архитектуры и градостроительства.
Сфера деятельности — фундаментальная разработка широкого круга историко-теоретических проблем архитектуры и градостроительства в контексте культуры различных стран и эпох, «исследования мировых и российских процессов глобализации, коммерциализации, девальвации былых архитектурных ценностей при ответном нарастании интенций противоположной направленности».

## История

### В структуре РААСН
Институт учреждён в 1944 году на базе Кабинета теории и истории архитектуры Всесоюзной академии архитектуры, который, в свою очередь, был основан в 1934 году. В 1944—1956 годах институт носил наименование НИИ истории и теории архитектуры Академии архитектуры СССР. С 1957 года, после ликвидации Академии архитектуры СССР, институт под названием НИИ теории, истории архитектуры и строительной техники был передан в ведение Академии строительства и архитектуры СССР. В 1964 и эта Академия была распущена; с этого времени и по 1971 год институт носил название НИИ теории, истории и перспективных проблем советской архитектуры и находился в ведении Госгражданстроя при Госстрое СССР. В 1971 году научную организацию переименовали в Центральный научно-исследовательский институт теории и истории архитектуры (ЦНИИТИА) Госгражданстроя. В 1988 году решением Госкомархитектуры институт переименовали во Всесоюзный научно-исследовательский институт теории архитектуры и градостроительства (ВНИИТАГ). В это же время к институту присоединили Центр научно-технической информации по гражданскому строительству и архитектуре (ЦНТИ) Госкомархитектуры при Госстрое СССР и образовали филиалы в Киеве, Ленинграде, Тбилиси, Ташкенте и Владимире.
ВНИИТАГ включал в себя три отделения:
- историко-теоретических исследований (рук. А. В. Иконников);
- научно-проектных поисковых разработок (рук. А. В. Боков);
- научно-информационной работы (рук. А. В. Рябушин)[3].

С распадом СССР в 1991 году филиалы были упразднены, а сам институт передали в ведение Госстроя России. В 1990-х годах в связи с сокращением бюджетного финансирования в составе института закрыли научно-проектное и информационное отделения; численность отделения историко-теоретических исследований существенно сократилась. В 1993 году институт перешёл в ведение вновь образованной Российской академии архитектуры и строительных наук (РАССН) и научная организация получила название Научно-исследовательский институт теории архитектуры и градостроительства (НИИТАГ). В 2009 году решением Президиума РААСН в название института было возвращено утраченное в 1988 году слово «история». С этого времени институт носит название Научно-исследовательский институт теории и истории архитектуры и градостроительства (НИИТИАГ).
НИИТИАГ имел шесть филиалов — в Волгограде (директор Г. А. Птичникова), Казани (директор Г. Г. Нугманова), Красноярске (директор В. И. Царев), Петрозаводске (директор В. П. Орфинский), Санкт-Петербурге (директор Б. М. Кириков), Хабаровске (директор Н. П. Крадин).
Имеет филиалы и представительства в Волгограде, Казани, Красноярске, Петрозаводске, Санкт-Петербурге, Хабаровске.

### В структуре ЦНИИП Минстроя России
В 2014 г. НИИТИАГ присоединён с рядом других учреждений РААСН к ЦНИИП градостроительства, а на основе последнего создано ФГБУ «Центральный научно-исследовательский и проектный институт Министерства строительства и жилищно-коммунального хозяйства Российской Федерации» (ФГБУ «ЦНИИП Минстроя России»).
16 февраля 2021 года НИИТИАГ получил от головной организации два приказа: первый — с требованием до 28 февраля освободить здание на Душинской улице, 9 (с размещением сотрудников института в здании ЦНИИП на проспекте Вернадского, 29), второй — с требованием закрыть лицевой счёт института и передать активы ЦНИИП до 1 марта, в связи с чем возникли опасения о ликвидации НИИТИАГ, как обособленного филиала ЦНИИП.
Новости, связанные с возможной ликвидацией института всколыхнули профессиональное сообщество. Тогдашний директор института, доктор искусствоведения, член-корреспондент (с 2022 г. — академик) РААСН, почётный член РАХ А.Ю. Казарян заявил, что новости об оптимизации стали большим ударом для работников института. Свою обеспокоенность выразила и заместитель директора, кандидат искусствоведения, советник РААСН Н.А. Коновалова.
Руководству страны было направлено открытое письмо, подписанное порядка 750 людьми, в числе которых доктора и кандидаты наук, практикующие архитекторы и преподаватели, студенты архитектурных ВУЗов, с просьбой «вернуть НИИТИАГ (единственной организации на территории РФ, занимающейся исследованиями в области теории и истории архитектуры) статус самостоятельного института под ведомством профильного министерства, напрямую связанного с развитием фундаментальной науки, сохранив уникальную специфику его научной деятельности». В одном из писем работники НИИТИАГ предлагали перевести институт из ведения Минстроя в ведение Минобрнауки, где, по их заверениям, эту идею поддержали. Эту же идею озвучивал А.Ю. Казарян.
В защиту автономии НИИТИАГ высказались ректор МАрхИ, президент РААСН, доктор искусствоведения, профессор, академик РААСН, академик РАХ, заслуженный деятель искусств РФ Д.О. Швидковский, доктор архитектуры, академик РААСН, член-корреспондент РАХ, народный архитектор РФ А.В. Боков, директор Музея архитектуры им. А.В. Щусева Е.С. Лихачёва, заместитель генерального директора Музеев Московского Кремля по научной работе, доктор искусствоведения, профессор, академик РАХ, заслуженный деятель искусств РФ А.Л. Баталов, доктор искусствоведения А.Г. Раппапорт, кандидат искусствоведения Г.И. Ревзин.
Согласно новой редакции устава ФГБУ «ЦНИИП Минстроя России», утверждённой приказом Минстроя России от 12 января 2023 года №15/пр, НИИТИАГ является филиалом ФГБУ «ЦНИИП Минстроя России» (п. 1.14.3). В отличие от старой редакции устава, утверждённой приказом Минстроя России от 14 августа 2017 года №1123/пр, где в п. 1.14.3 указано следующее место нахождения филиала: «111024, г. Москва, ул. Душинская, д. 9», в новой редакции устава место нахождения филиала сформулировано следующим образом: «Российская Федерация, город Москва».

### Вклад руководителей института в его деятельность
С 1983 по 1988 годы институтом руководил доктор архитектуры, профессор Ю.П. Бочаров. Он внёс большой вклад в развитие организации. По его инициативе в институте стали проводиться актуальные градостроительные, социологические, экономико-географические и методологические исследования. При нём в институте была восстановлена аспирантура, а диссертационному совету было дано право присуждать учёные степени не только по архитектуре, но и по искусствоведению, что отвечало научной специализации института и способствовало профессиональному развитию его работников.

## Структура
- Отдел проблем теории архитектуры (заведующая отделом — доктор архитектуры, кандидат искусствоведения, советник РААСН Добрицына И.А.)[17]
- Отдел истории архитектуры и градостроительства древнего мира и средних веков (заведующий отделом — доктор искусствоведения, академик РААСН, почётный член РАХ Казарян А.Ю.)[18]
- Отдел истории архитектуры и градостроительства нового времени (заведующая отделом — доктор искусствоведения, академик РААСН, заслуженный архитектор РФ Нащокина М.В.)[19]
- Отдел истории архитектуры и градостроительства новейшего времени (заведующая отделом — Васильева А.В.)[20]
- Отдел проблем реконструкции и реставрации историко-архитектурного наследия (заведующий отделом — доктор архитектуры, профессор, член-корреспондент РААСН Щенков А.С.)[21]
- Отдел современных проблем средоформирования и градорегулирования (заведующий отделом — доктор архитектуры, академик РААСН, член-корреспондент РАХ, народный архитектор РФ Боков А.В.)[22]
- Лаборатория архитектурного формообразования (заведующий лабораторией — кандидат архитектуры, советник РААСН Касьянов Н.В.)[23]
- Сектор деревянного зодчества (заведующий сектором — кандидат архитектуры, советник РААСН Бодэ А.Б.)[24]
- Отдел координации научно-исследовательских работ
- Научная библиотека НИИТИАГ

## Научные сотрудники института
- И. А. Азизян
- А. В. Бабуров
- А. В. Боков
- И. А. Бондаренко
- Н. Ф. Гуляницкий
- В. П. Дахно
- А. В. Иконников
- А.Ю. Казарян
- Е. Д. Квитницкая
- Е. И. Кириченко
- Г. С. Лебедева
- Б. П. Михайлов
- М. Б. Михайлова
- М. В. Нащокина
- А. Г. Раппапорт
- А. В. Рябушин
- М. Р. Савченко
- В. П. Шевченко
- М. И. Астафьева-Длугач

## Руководители
| Годы                 | Директор                                              |
| -------------------- | ----------------------------------------------------- |
| 1950-е — 1960-е годы | к. арх. Былинкин Н.П.                                 |
| 1983—1988            | д. арх, проф., акад. РААСН Бочаров Ю.П.               |
| ?—2017               | д. арх., проф., член-корр. РААСН Бондаренко И.А.      |
| 2018—?               | д. иск., член-корр. РААСН Казарян А.Ю.                |
| ? — н. в.            | к. т. н., доцент, советник РААСН Гутников В.А. (и.о.) |

## Издательская деятельность
НИИТИАГ издаёт несколько рецензируемых научных журналов, 3 из которых («Архитектурное наследство», «Вопросы всеобщей истории архитектуры», «Современная архитектура мира») включены в перечень рецензируемых научных изданий, в которых должны быть опубликованы основные научные результаты диссертаций на соискание учёной степени кандидата и доктора наук (Перечень ВАК), по ряду научных специальностей. Кроме того институт издаёт научные монографии и сборники статей.

### Научные журналы
- периодическое научное издание «Архитектурное наследство» ISSN 0320-0841 (главный редактор: д. арх., проф., член-корр. РААСН Бондаренко И.А., заместитель главного редактора: д. иск., акад. РААСН, почётный член РАХ Казарян А.Ю.)[27]
- периодическое научное издание «Вопросы всеобщей истории архитектуры» ISSN 2500-0616 (главный редактор: д. иск., акад. РААСН, почётный член РАХ Казарян А.Ю.)[28][29]
- периодическое научное издание «Современная архитектура мира» ISSN 2500-3445 (главный редактор: к. иск., советник РААСН Коновалова Н.А.)[30]
- периодическое научное издание «Теория и история архитектуры» ISSN 2712-8237 (главный редактор: д. иск., акад. РААСН, почётный член РАХ Казарян А.Ю.)[31][32]

### Монографии и иные издания
- Методика и практика сохранения памятников архитектуры / Г. В. Алфёрова, В. И. Балдин, И. Ф. Бородина и др.; Под ред. Н. Ф. Гуляницкого, В. Н. Иванова, А. Ф. Крашенинникова и др.; Госгражданстрой при Госстрое СССР, ЦНИИТИА. — Москва: Стройиздат, 1974. — 143 с.